# Бояна (име)
Вижте пояснителната страница за други значения на Бояна.
Бояна е българско женско име, женска форма на Боян.
Обичайното и най-широко прието схващане е, че то има смисъл на „войн“ и произлиза от думата „бой“ или битка и наставка „-ан“, която е общоприета за български и царско инеpurvite7.bg</ref> От старобългарско време оцеляло като народно име.
Бояна дава име на квартал на София - Бояна (квартал на София) и на Бояна_(село), Варненско и на Бояна_(река),  на границата между Черна гора и Албания.
Сред по-популярните българки с това име са преводачката Бояна Петрова.